# 头纹宽吻鲀
头纹宽吻鲀（学名：Amblyrhynchotes hypselogencion）为鲀科宽吻鲀属的鱼类。分布于印度洋非洲东岸、红海、东至太平洋中部夏威夷群岛、北至日本、南至澳大利亚以及南海和台湾海峡等，属于热带近海底层鱼类。该物种的模式产地在安汶岛、瓦哈伊、塞兰岛。